# Anton von Wolkenstein-Trostburg
Anton Karl Simon comte von Wolkenstein-Trostburg (né le 2 août 1832 à Brunnersdorf (de), royaume de Bohême et mort le 5 décembre 1913 à Castel Ivano, Trentin) est un diplomate autrichien.

## Biographie
Initialement au service militaire, le comte Wolkenstein-Trostburg (de) entre dans le service diplomatique en 1858 et devient conseiller d'ambassade à Londres en 1870, à Berlin en 1877 et envoyé extraordinaire à Dresde en 1880. En 1881, il devient chef de section du département de politique commerciale du ministère des Affaires étrangères. Il participe aux négociations sur la question du Danube et à la conclusion des accords commerciaux avec l'Empire allemand en 1878 et 1881. En mars 1882, il devient finalement ambassadeur d'Autriche-Hongrie à Saint-Pétersbourg (de) et en octobre 1894 à Paris (de). En 1903, il quitte le service diplomatique et vit désormais avec sa femme à Berlin, où elle dirige un célèbre salon littéraire à l'hôtel Palast. Le couple passe la saison chaude au château d'Ivano dans le Trentin, où le comte meurt en 1913, six mois avant le déclenchement de la Première Guerre mondiale.

## Famille
Le 16 juin 1886, il se marie avec sa seconde épouse, la nouvelle veuve Marie comtesse von Schleinitz, née von Buch (de), célèbre salonnière et mécène de Richard Wagner, avec qui il est un ami proche depuis son séjour à l'ambassade d'Autriche à Berlin.